# Heilig Kreuz (Höhenberg)

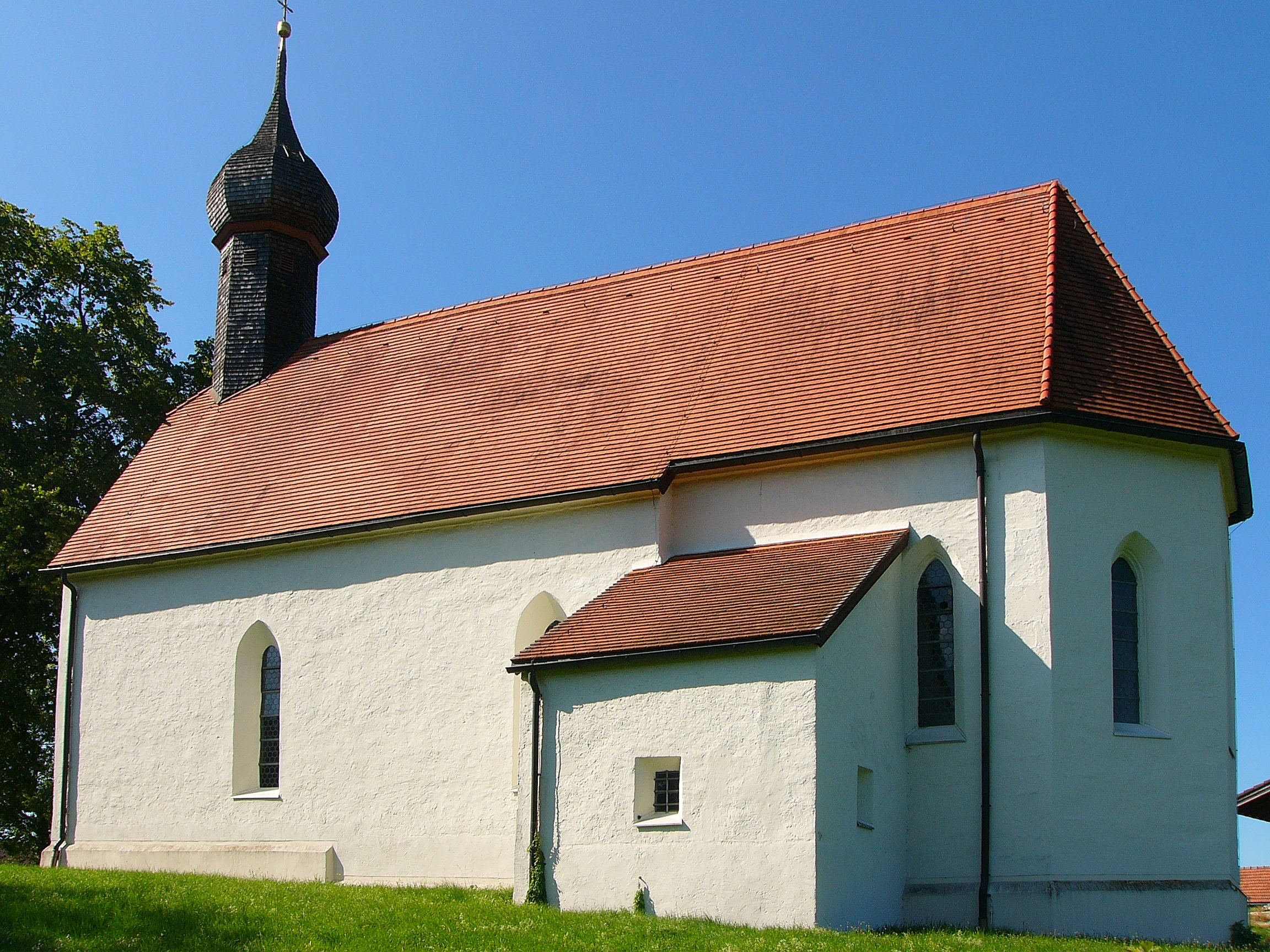
Heilig Kreuz in Höhenberg

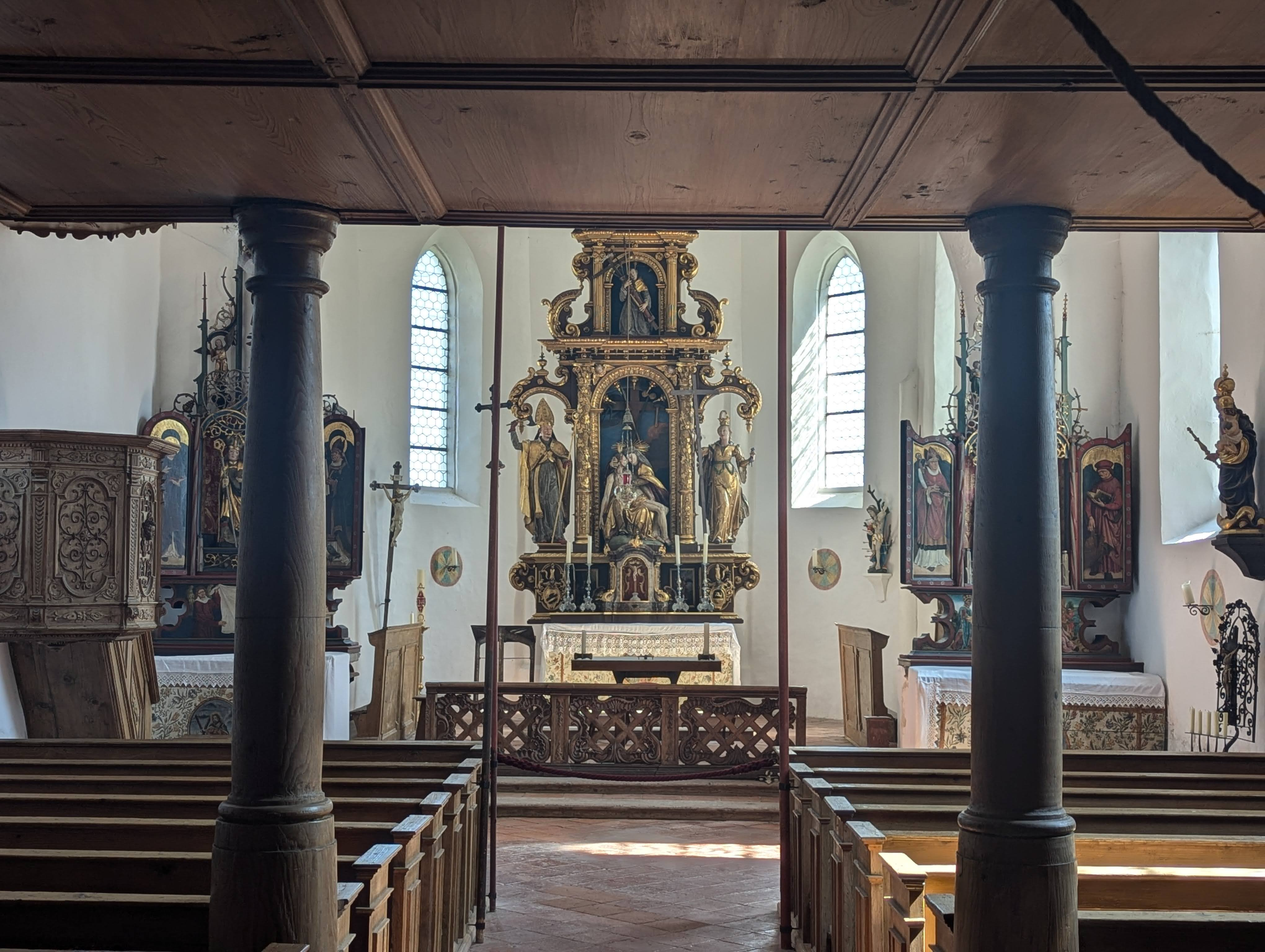
Innenraum

Die römisch-katholische Filialkirche Heilig Kreuz steht in Höhenberg, einem Gemeindeteil von Aschau im Chiemgau im oberbayerischen Landkreis Rosenheim. Das Bauwerk ist in der Liste der Baudenkmäler in Aschau im Chiemgau als Baudenkmal unter der Nr. D-1-87-114-59 eingetragen. Die Kirche gehört zum Dekanat Rosenheim im Erzbistum München und Freising.

## Beschreibung
Die gotische Saalkirche wurde anstelle eines Vorgängerbaus im späten 15. Jahrhundert errichtet, 1690 ausgebaut und 1730 barock umgebaut. Die Pläne hierzu werden Joseph Guldimann zugeschrieben. Sie besteht aus dem Langhaus, dem eingezogenen, dreiseitig geschlossenen Chor im Osten und der Sakristei an der Südwand des Chors. Das Vorzeichen im Westen birgt das Portal. Aus dem Krüppelwalm im Westen des Langhauses erhebt sich ein achteckiger, mit Schindeln bedeckter Dachreiter, auf dem eine Zwiebelhaube sitzt.
Der Innenraum ist mit einer Flachdecke mit Hohlkehle überspannt. Der 1637 gebaute Hochaltar wird von den Skulpturen des Wolfgang von Regensburg und der heiligen Helena unter Baldachinen flankiert. Ein Tabernakel wurde 1758 aufgestellt.